# Финал Кубка Германии по футболу 2015
Финал Кубка Германии по футболу 2015 года — заключительный матч розыгрыша Кубка Германии сезона 2014/2015 годов. Матч состоится 30 мая 2015 года на «Олимпийском стадионе» в Берлине. В нём примут участие дортмундская «Боруссия» и «Вольфсбург».

## Путь к финалу
| Боруссия Дортмунд | Боруссия Дортмунд | Раунд                  | Вольфсбург | Вольфсбург |
| ----------------- | ----------------- | ---------------------- | ---------- | ---------- |
| Соперник          | Итог              | Кубок Германии 2014/15 | Соперник   | Итог       |
| Санкт-Паули       | 3-0               | 1/16 финала            | Хайденхайм | 4-1        |
| Динамо Дрезден    | 2-0               | 1/8 финала             | РБ Лейпциг | 2-0        |
| Хоффенхайм        | 3-2               | Четвертьфиналы         | Фрайбург   | 1-0        |
| Бавария           | 1-1 (2-0 пен.)    | Полуфиналы             | Арминия    | 4-0        |

## Отчёт о матче
| Боруссия (Дортмунд) | 1:3   | Вольфсбург                                  |
| ------------------- | ----- | ------------------------------------------- |
| Обамеянг 6′         | Отчёт | Луис Густаво 22′ · Де Брёйне 33′ · Дост 38′ |

Помощники судьи:

Марк Борщ

Штефан Лупп

4-й судья:

Роберт Хартманн